# Pensionärspartiet i Södertälje
Pensionärspartiet i Södertälje är ett lokalt politiskt parti i Södertälje kommun. I valet 2006 erhöll partiet 1 308 röster, vilket motsvarade 2,96 procent. Därmed vann man representation i Södertälje kommunfullmäktige med två mandat.